# 故障電扶梯現象
故障電扶梯现象是指一些人在踏上一台不工作的自動扶梯时表示自己會失去平衡、感到困惑或头晕。尽管這些人已經意识到扶梯已停止運行，但仍然会出現有一种短暂的失衡感。有研究表明，有人在明知電梯已停止運行的情況下，仍然會快速走上電梯。